# Мансикка, Мартти
Мартти Мансикка (фин. Martti Mansikka; 29 октября 1933, Антреа, Виипури — 24 февраля 2024, Тампере, Западная и Центральная Финляндия) — финский гимнаст, призёр Олимпийских игр.
Мартти Мансикка родился в 1933 году в Антреа. В 1956 году в составе финской команды завоевал бронзовую медаль Олимпийских игр в Мельбурне.